# Aterica omissa
Aterica omissa är en fjärilsart som beskrevs av Rothschild 1918. Aterica omissa ingår i släktet Aterica och familjen praktfjärilar. Inga underarter finns listade i Catalogue of Life.